# Marion Eames
Marion Eames (Birkenhead (destijds Cheshire, tegenwoordig Merseyside), 5 februari 1921 - Dolgellau (Gwynedd), 3 april 2007) was een Britse bibliothecaresse en radioproducente alsmede een Welsh schrijfster van historische romans.

## Levensloop
Alhoewel geboren in Engeland groeide ze op in het Welshe plaatsje Dolgellau. Daar zat ze op de Dr. William's School. Nadat ze studie afrondde op het Guildhall College in Londen, werkte ze als bibliothecaresse aan de Aberystwyth-universiteit. Na haar tijd als bibliothecaresse werkte Eames als radioproducer bij de BBC in Cardiff. Daarnaast was ze ook enige tijd regionaal organisator voor Plaid Cymru, een politieke partij uit Wales, die is vertegenwoordigd in het Lagerhuis.
Marion Eames werd 86 jaar.